# Latino (demónimo)
El término masculino «latino» ( /ləˈtiːnoʊ,_læ-,_lɑː-/), junto con su forma femenina «latina», es un sustantivo y adjetivo usado a menudo en inglés, español y portugués, que se refiere más comúnmente a una abreviación de latinoamericano, e incluye a los habitantes de los Estados Unidos que tienen lazos culturales con los países de América Latina.
En Estados Unidos los españoles se incluyen en la categoría de hispano, y además, diversos artistas de España han aspirado a premios en la categoría de música latina de los premios Grammy.
El término «latino», para referirse a Latinoamérica, parece tener su origen en una resolución política promovida por los intereses del emperador francés Napoleón III y sus planes de implantarse en el continente americano como contrapeso a la gran influencia que por la época comenzaron a adquirir los Estados Unidos de América.
Dentro de la propia comunidad latina de Estados Unidos, existe cierta variación en la forma de definir o utilizar el término. Diversas agencias gubernamentales, especialmente la Oficina del Censo de Estados Unidos, tienen definiciones específicas de latino que pueden coincidir o no con el uso comunitario. Estas agencias también emplean el término hispano, que incluye a los españoles, mientras que latino a menudo no lo hace. Por el contrario, latino puede incluir a los brasileños, y, según el uso que se la da, también a españoles y portugueses (clasificación más bien lingüística, a veces dividida en subgrupos bilingües dentro de Estados Unidos), mientras que hispano no suele incluir a personas cuyo idioma nativo no sea el español.
El uso del término se limita principalmente a Estados Unidos. Los residentes de países de América Central y del Sur suelen referirse a sí mismos por su origen nacional, rara vez como latinos. Por ello, muchos académicos, periodistas y organizaciones de defensa de los derechos de los indígenas latinoamericanos se han opuesto al uso de esta palabra en los medios de comunicación para referirse a todas las personas de origen latinoamericano.

## Orígenes
Los términos latino y latina tienen su origen en la Antigua Roma. En inglés, el término Latino es un préstamo del español de América. (Oxford Dictionaries atribuye el origen al español latinoamericano). Su origen se atribuye generalmente a la abreviación de latinoamericano. El Oxford English Dictionary remonta su uso a 1946.
Latino tiene su origen en el término francés Amérique latine, acuñado a mediados del siglo XIX d. C. durante el Segundo Imperio Mexicano para identificar las zonas de América colonizadas por pueblos de habla romance y utilizado para mostrar afinidad con los aliados franceses durante el Imperio Mexicano, también denominado intervención mexicana.
A finales de la década de 1850, inmediatamente tras la guerra mexicano-estadounidense, el uso del término latino era utilizado en periódicos locales de California como El Clamor Público por californios que escribían sobre América Latina y Latinoamérica, y se identificaban a sí mismos como latinos como término abreviado de su "pertenencia hemisférica a la raza latina".

## Uso del término

### Uso comunitario
Tanto hispano como latino se utilizan generalmente para designar a las personas que viven en Estados Unidos. Marcelo M. Suárez-Orozco y Mariela Páez escriben que "Fuera de Estados Unidos no se habla de latinos; se habla de mexicanos, cubanos, puertorriqueños, etc.". En América Latina, el término latino no es un endónimo común y su uso en español como demónimo se restringe a la población de ascendencia latinoamericana de Estados Unidos, pero no siempre es así. La excepción es España, donde latino es un demónimo común para los inmigrantes procedentes de América Latina. El sociólogo Salvador Vidal-Ortiz y la literata Juliana Martínez escriben que después de que el censo estadounidense introdujera Hispanic en los años setenta, Latino surgió como "un término de resistencia a las relaciones coloniales explícitas que 'hispano' establece entre España y los países de América Latina"..: 

### Uso gubernamental
La Oficina de Administración y Presupuesto (OMB) del gobierno de EE. UU. ha definido a los hispanos o latinos como "una persona de cultura u origen cubano, mexicano, puertorriqueño, sudamericano o centroamericano, o de otra cultura u origen español, independientemente de su raza". El censo de los Estados Unidos utiliza el etnónimo hispano o latino para referirse a "una persona de origen cubano, mexicano, puertorriqueño, sudamericano o centroamericano, o de otra cultura u origen español, independientemente de su raza". La Oficina del Censo también explica que "[e]l origen puede considerarse como la herencia, grupo de nacionalidad, linaje o país de nacimiento de la persona o de sus antepasados antes de su llegada a Estados Unidos. Las personas que identifican su origen como hispano, latino o español pueden ser de cualquier raza". De ahí que el censo de EE. UU. y la OMB utilicen los términos de forma diferente. El censo de EE. UU. y la OMB utilizan los términos indistintamente, cuando ambos términos son sinónimos. Según un estudio del Pew Research Center, la mayoría (51%) de los estadounidenses hispanos y latinos prefiere identificarse con el país de origen de su familia, mientras que sólo el 24% prefiere el término hispano o latino.

### Guías de estilo
El AP Stylebook recomienda el uso de Latino para las personas de ascendencia hispanohablante, así como para las personas "de – o cuyos antepasados eran de – ... América Latina, incluidos los brasileños". Sin embargo, en el pasado reciente, el término latinos también se aplicaba a las personas de la región del Caribe, pero se excluye a los procedentes de las antiguas colonias francesas, holandesas y británicas.

### En contraste conHispano
Mientras que latino designa a alguien con raíces en Latinoamérica, el término hispano, por el contrario, es un demónimo que incluye a los españoles y otros hablantes de la lengua española.
El término Latino fue adoptado oficialmente en 1997 por el Gobierno de los Estados Unidos en el etnónimo Hispanic o Latino, que sustituyó al término único Hispanic: "Debido a que el uso regional de los términos difiere – Hispanic se utiliza comúnmente en la parte oriental de los Estados Unidos, mientras que Latino se utiliza comúnmente en la parte occidental."
El uso oficial del término hispano en Estados Unidos tiene su origen en el censo de 1970. La Oficina del Censo intentó identificar a todos los hispanos mediante el uso de los siguientes criterios en conjuntos de muestras:
- Hablantes de español y personas pertenecientes a un hogar donde se hablaba español
- Personas con herencia española por lugar de nacimiento
- Personas que se autoidentifican con América Latina, excluyendo Brasil, Haití y Guayana Francesa

Ni hispano ni latino se refieren a una raza, ya que una persona de etnia latina o hispana puede ser de cualquier raza. Al igual que los no latinos, un latino puede ser de cualquier raza o combinación de razas: Blanco, negro o afroestadounidense, asiático estadounidense, nativo estadounidense o nativo de Alaska, nativo hawaiano u otro isleño estadounidense del Pacífico, o de dos o más etnias. Aunque los brasileños estadounidenses no se incluyen con los hispanos y latinos en los informes de población del censo del gobierno, cualquier brasileño estadounidense puede declararse hispano o latino, ya que el origen hispano o latino es, como la raza o la etnia, una cuestión de autoidentificación.
Otras agencias gubernamentales federales y locales y organizaciones sin ánimo de lucro incluyen a los brasileños y portugueses en su definición de hispano. El Departamento de Transporte de EE. UU. define a los "hispanoamericanos" como: "personas de origen mexicano, puertorriqueño, cubano, dominicano, centroamericano o sudamericano, o de otra cultura u origen español o portugués, independientemente de su raza". Esta definición ha sido adoptada por la Agencia Federal de Pequeños Negocios (en inglés: Small Business Administration), así como por muchas agencias federales, estatales y municipales a efectos de la adjudicación de contratos gubernamentales a empresas propiedad de minorías. El Caucus Hispano del Congreso y la Conferencia Hispana del Congreso incluyen representantes de ascendencia española y portuguesa. La Sociedad Hispánica de América se dedica al estudio de las artes y culturas de España, Portugal y Latinoamérica. Cada año, desde 1997, se concede el Premio Internacional del Libro Latino a los mejores logros en literatura española o portuguesa en la BookExpo America, la mayor feria editorial de Estados Unidos. La Asociación Hispana de Colegios y Universidades (en inglés: Hispanic Association of Colleges and Universities), que se autoproclama campeona del éxito hispano en la enseñanza superior, cuenta con instituciones miembros en Estados Unidos, Puerto Rico, América Latina, España y Portugal.

El American Heritage Dictionary mantiene una distinción entre los términos hispano y latino:
Aunque a menudo se utilizan indistintamente en el inglés estadounidense, hispano y latino no son términos idénticos, y en ciertos contextos la elección entre ellos puede ser significativa. Hispano, de la palabra latina para "España", tiene una referencia más amplia, que potencialmente abarca a todos los pueblos de habla hispana en ambos hemisferios y hace hincapié en el denominador común de la lengua entre comunidades que a veces tienen poco más en común. Latino —que en español y portugués significa "latín", pero que como palabra inglesa es probablemente un acortamiento de la palabra española latinoamericano— se refiere más exclusivamente a personas o comunidades de origen latinoamericano. De las dos, sólo Hispanic puede utilizarse para referirse a España y a su historia y cultura; un nativo de España que reside en Estados Unidos es un hispano, no un latino, y no se puede sustituir Latino en la frase la influencia hispana en las culturas nativas mexicanas sin tergiversar el significado. En la práctica, sin embargo, esta distinción tiene poca importancia cuando nos referimos a los residentes en Estados Unidos, la mayoría de los cuales son de origen latinoamericano y teóricamente pueden denominarse con cualquiera de las dos palabras.
El AP Stylebook también distingue entre los términos Hispanic (hispano) y Latino (latino). El manual de estilo limita el término hispano a las personas "de —o cuyos antepasados eran de— una tierra o cultura de habla hispana". Sin embargo, ofrece una definición más amplia del término latino. La definición de latino del AP Stylebook incluye no sólo a las personas de ascendencia hispanohablante, sino también, de forma más general, a las personas "de —o cuyos antepasados eran de— . . . América Latina". El manual de estilo enumera específicamente a los "brasileños" como ejemplo de grupo que puede considerarse latino.
En el censo de Estados Unidos de 2000 se tabularon 28 categorías: mexicanos, puertorriqueños, cubanos, dominicanos, centroamericanos: costarricense, guatemalteco, hondureño, nicaragüense, panameño, salvadoreño, otro centroamericano; sudamericano: argentino, boliviano, chileno, colombiano, ecuatoriano, paraguayo, peruano, uruguayo, venezolano, otros sudamericanos; otros hispanos o latinos: español, español estadounidense, todos los demás hispanos o latinos.

### Debates
El uso del término latino, a pesar de su creciente popularidad, sigue siendo muy debatido entre quienes se denominan así. Desde la adopción del término por la Oficina del Censo de Estados Unidos y su posterior uso generalizado, se han producido varias controversias y desacuerdos, especialmente en Estados Unidos y, en menor medida, en México y otros países de habla hispana. Muchos académicos, periodistas y organizaciones de defensa de los derechos de los indígenas latinoamericanos se han opuesto al uso de la palabra latino en los medios de comunicación, señalando que tales etnónimos son opcionales y deberían utilizarse únicamente para describir a las personas implicadas en las prácticas, ideologías y políticas de identidad de sus partidarios. El periodista Rodolfo Acuña escribe
Cuándo y por qué surgió la identidad latina es una historia más complicada. Esencialmente, a los políticos, los medios de comunicación y los comerciantes les resulta cómodo tratar a los diferentes pueblos hispanohablantes de Estados Unidos bajo un mismo paraguas. Sin embargo, muchas personas con apellidos españoles se oponen al término latino. Afirman que es engañoso porque no existe ninguna nacionalidad latina o hispana ya que no existe ningún estado latino, por lo que generalizar el término latino menosprecia las distintas identidades nacionales incluidas bajo el paraguas.

## Formas de género neutro
Se ha intentado introducir en el español un lenguaje neutro desde el punto de vista del género cambiando la terminación de Latino, como en los términos Latin@, Latine, Latino/a y Latinx. Tanto los partidarios como los detractores de Latinx han citado el imperialismo lingüístico como razón para apoyar u oponerse al uso del término.
La palabra Latino es neutra y masculina.

## Lectura adicional
- The Oxford Encyclopedia of Latinos and Latinas in the United States (en inglés), 4 Vols., Oxford University Press, 2006, ISBN 0-19-515600-5
- Miguel A. De La Torre (ed.), Hispanic American Religious Cultures (en inglés), 2 Vols., ABC-CLIO Publishers, 2009, ISBN 978-1-59884-139-8